# Malin Baryard-Johnsson
Malin Baryard-Johnsson, egentligen Malin Birgitta Barijard Johnsson, född Barijard den 10 april 1975 i S:t Laurentii församling i Söderköping, är en svensk hoppryttare som nått stora framgångar internationellt inom hästhoppning. Baryard har även arbetat som programledare för ridsportsprogrammet Barbacka och 2003 blev hon rankad etta på världsrankningen över bästa ekipage tillsammans med sin mest kända häst Butterfly Flip. Tillsammans med den hästen har Baryard vunnit sina lagsilver i EM, VM och OS. Hon har ett olympiskt guld i laghoppning från OS i Tokyo 2020. Malin är med i svenska hopplandslaget.
Baryard-Johnsson tävlar för Linköpings Fältrittklubb.

## Biografi

### Bakgrund
Malin Baryard-Johnsson föddes i Söderköping. Hon började rida vid sex års ålder när hon följde med sina äldre systrar till en ridskola.

### Ryttarkarriär
År 1989 vann Baryard-Johnsson sitt första SM-guld och även ett silver i ponny-EM och 1990 vann hon individuellt guld i ponny-EM, tillsammans med ponnyn Innishannon.
Hon fortsatte sedan att tävla framgångsrikt, när hon under mitten av 1990-talet fick åka och träna och arbeta för den engelska hoppryttaren John Whitaker i England i två års tid. Hon tävlade då i klassen Unga Ryttare i EM, där hon vann ett lag-silver 1994, ett lag-guld 1995 samt ett individuellt brons 1995. Hon slog igenom internationellt 1996, då hon hamnade på en sjundeplats i världscupfinalen.
Efter hemkomsten till Sverige startade hon 1997 en egen verksamhet på Jonstorps gård utanför Norrköping. Tillsammans med sin far startade hon företaget Baryard Invest AB som köper och säljer unghästar.
Hennes största framgång som ryttare är som medlem av Sveriges guldvinnande lag i OS i Tokyo 2021. Hon var även medlem i Sveriges silvervinnande lag i OS i Aten 2004. Året innan hade hon kommit på bronsplats i världscupfinalen i Las Vegas; samma år blev hon femma i EM och rankades som etta på världsrankingen (tillsammans med hästen Butterfly Flip).
Baryard-Johnsson har vunnit två deltävlingar i världscupen – 2001 i Genève och 2004 i Göteborg. Hon blev EM-tvåa 2001 och VM-tvåa 2002.
Sedan 2014 är Baryard-Johnsson även sportchef för det stora hästevenemanget Sweden International Horse Show.
Hon tog guld i laghopp vid OS i Tokyo 2020, där hon också slutade femma i den individuella hoppningen.

### Utanför hästsporten
Malin Baryard-Johnsson är sedan sommaren 2004 gift med TV-programledaren Henrik Johnsson. Tillsammans har de två söner.
Hon debuterade som programledare i Sveriges Televisions Barbacka hösten 2004 och har även varit domare i Vi i femman. År 2004 släppte Baryard även en musiksingel, "Do You Wanna Ride", tillsammans med bandet Spånka NKPG.

## Meriter

### Medaljer
Guld
- Ponny-EM 1990 (individuell)
- Unga Ryttare-EM 1995 (lag)
- SM 2005 i Strömsholm (individuell)
- OS 2020/21 i Tokyo (lag)

Silver
- Ponny-EM 1989 (lag)
- SM 1998 i Enköping (individuell)
- SM 1999 i Vellinge (individuell)
- EM 2001 i Arnhem (lag)
- VM 2002 i Jerez de la Frontera (lag)
- SM 2002 i Strömsholm (individuell)
- OS 2004 i Aten (lag)

Brons
- Ponny-EM 1991 (lag)
- Unga Ryttare-EM 1995 (individuell)
- SM 2001 i Ängelholm (individuell)

Källor: 

### Övriga meriter
- Rankad etta på FEI:s lista över världens bästa ekipage tillsammans med Butterfly Flip år 2003
- Brons i Världscupfinalen i Las Vegas (2003)
- 10 internationella Grand Prix-segrar (första gången i Gera 2002 och senaste gången i Stockholm 2012)

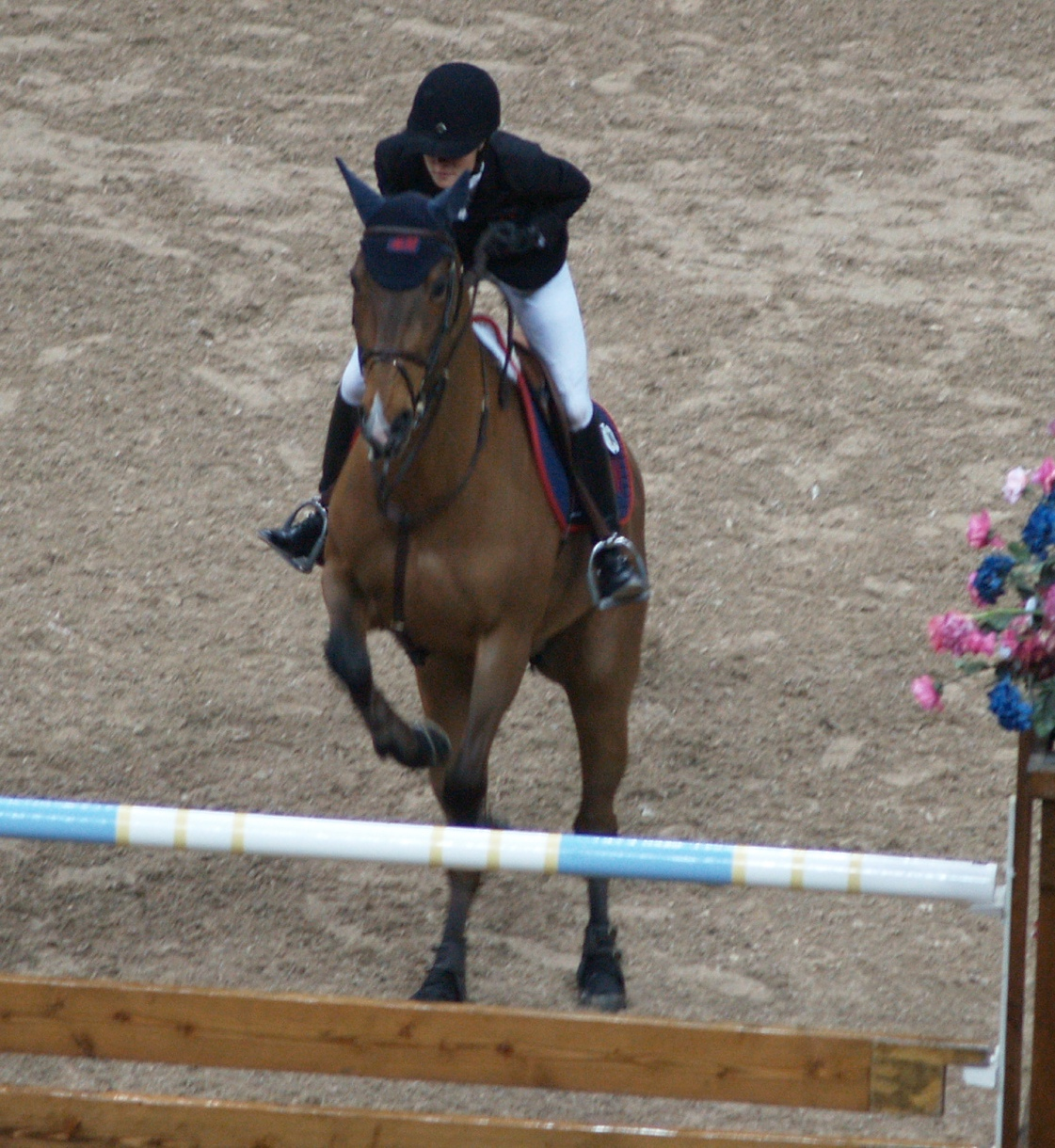
Malin Baryard-Johnsson med Butterfly Flip i finalen av Världscupen i hästhoppning 2007, i Las Vegas i USA.

## Topphästar

### H&M Indiana
- Sto född 2008
- Brun
- e. Kashmir Van Schuttershof, u. Halifax, e. Animos Hallo
- Ägare: Stuteri Arch - Charlotte Söderström [15]

### H&M Reventon
- Sto född 2013
- Brun Hannoveraner
- e. Chacco-Blue, u. Ravenna, e. Rabino
- Ägare: Stuteri Arch - Charlotte Söderström [15]

### H&M Chacco Dia
- Sto född 2009
- Brun
- e. Diarado, u. Chacco Red, e. Chacco Blue
- Ägare Stuteri Arch - Charlotte Söderström [15]

### Cuba VA
- Sto född 2010
- Skimmel
- e. Baltimore, u. Tamina (12), e. Ramiro
- Ägare: Baryard Invest AB [15]

### Balotelli
- Sto född 2014
- Brun (SWB)
- e. Baltimore, u. Tamina (12), e. Ramiro
- Ägare: Baryard Invest AB [15]

Källor: 

### Tidigare
- Tornesch 1042 (Hingst född 2000), brun Holländskt varmblod, e:Lux Z u:Ninerta ue:Libero H[3]
- Corrmint (Hingst född 1985) Brun Svenskt varmblod, e:Cortez u:Col-Rawil (F. 2) ue:Utrillo
- Butterfly Flip (Sto född 1991, pensionerad 2008[3]), brunt Svenskt varmblod, e:Robin Z u:Baderna ue:Moderne
- Reveur de Hurtebise (Vallack född 2001), Fux Belgisk sporthäst, e:Kashmir van Schuttershof u:Laika du Radoux ue:Capricieux des Six Censes tävlas numera av Kevin Staut
- Royal Son (Valack född 1992), brunt Danskt varmblod, e:Royal Z u:Karina-Bell ue:Atlantic
- Cue Channa (42) (Sto född 2006), Skimmel Svenskt varmblod, e:Cardento u:Rox Zäta (42) ue:Robin Z
- Tamina (12) (Sto född 1993), brunt Finskt varmblod, e:Ramiro Z u:Tonigen (12) ue:Hertigen
- Cue Channa (42) (Sto född 2006), Skimmel Svenskt varmblod, e:Cardento u:Rox Zäta (42) ue:Robin Z
- Baltimore 1178 (Hingst född 2004), Svart Oldenburgare, e:Baloubet du Rouet u:Griselda II ue:Landor S[3]

## Diskografi
- 2004 - Spånka NKPG/Malin Baryard - I love horses (do you want to ride?)